# Henri Schoeman
Henri Schoeman (Vereeniging, 3 de outubro de 1991) é um triatleta profissional sul-africano, medalhista olímpico. Ele é irmão do nadador Riaan Schoeman.

## Carreira

### Rio 2016
Schoeman disputou os Jogos Olímpicos Rio 2016, ficando em terceiro lugar, surpreendendo a alguns favoritos a medalha como o espanhol Mario Mola e seu compatriota, que era mais cotado a medalha, Richard Murray.